# ددلو
ددلو هي قرية في مقاطعة خدا أفرين، إيران. عدد سكان هذه القرية هو 70 في سنة 2006.